# Taylor Hackford
Taylor Edwin Hackford (ur. 31 grudnia 1944 w Santa Barbara) – amerykański reżyser i producent filmowy.

## Życiorys
Jego żoną jest zdobywczyni Oscara, aktorka Helen Mirren.
Syn Josepha Hackforda i Mary z domu Taylor, kelnerki. W 1968 ukończył studia na University of Southern California. Następnie służył jako wolontariusz w Korpusie Pokoju w Boliwii.
Zasiadał w jury konkursu głównego na 58. MFF w Wenecji (2001).

## Nagrody
- Hackford w 1979 roku otrzymał Oscara za film Teenage Father.
- W 2004 roku otrzymał dwie nominacje do Oscara za reżyserię filmu Ray.
- Został nagrodzony 2005 Film Society Award for Lifetime Achievement in Directing.

## Filmografia

### Reżyser i producent
- Bukowski (1973)
- Przeciw wszystkim (1984)
- Białe noce (1985)
- Bożyszcze tłumów (1988)
- Dolores (1995)
- Adwokat diabła (1997)
- Dowód życia (2000)
- Ray (2004)

### Reżyser
- Teenage Father (1978)
- The Idolmaker (1980)
- Oficer i dżentelmen (1982)
- Chuck Berry Hail! Hail! Rock ’n’ Roll (1987)
- Więzy krwi (1993)
- Smooth Criminal: The Michael Jackson Story (2007)

### Producent
- La Bamba (1987)
- The Long Walk Home (1990)
- When We Were Kings (1996)
- G:MT – Greenwich Mean Time (1999)